# ناتاليا كيلز

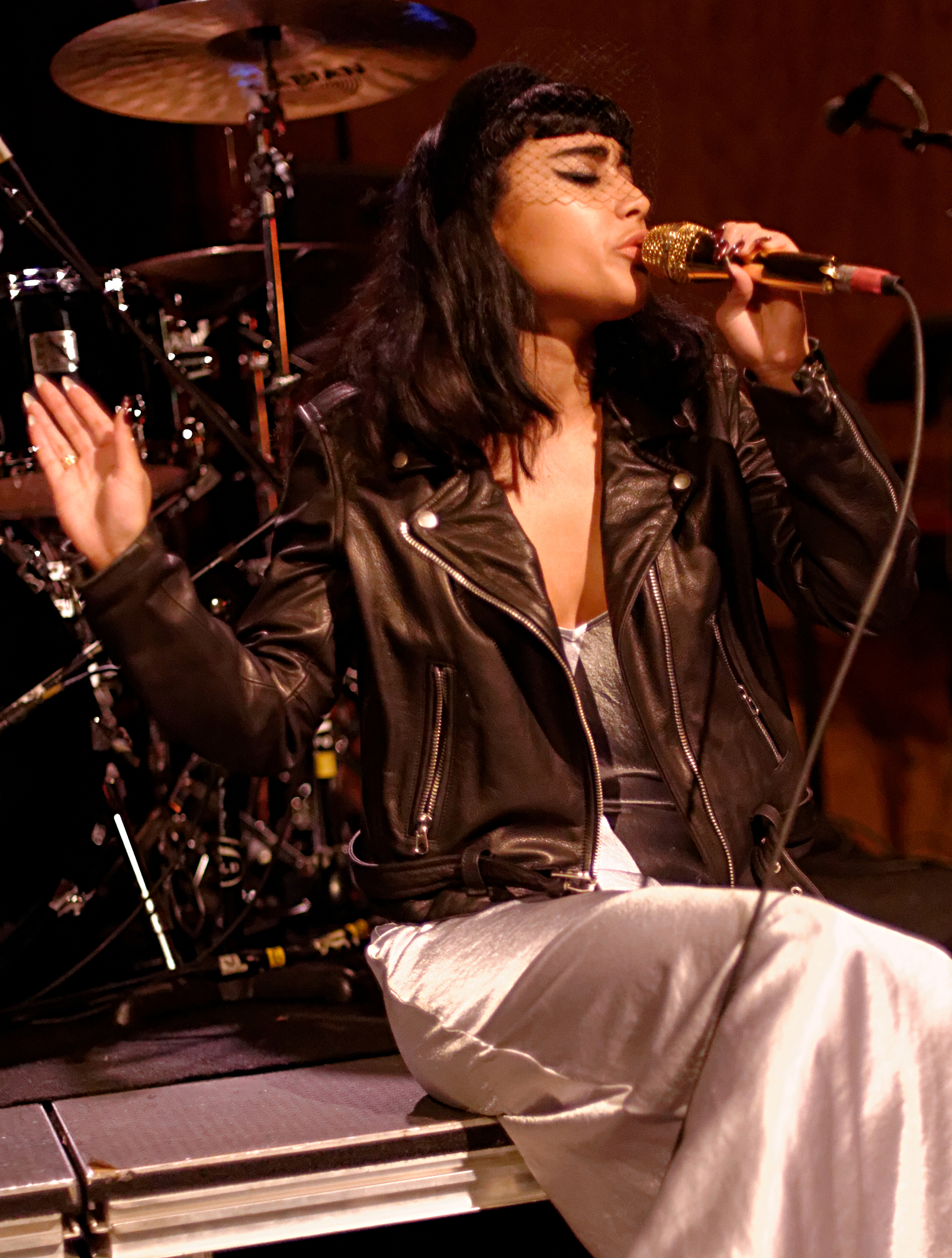
صورة ناتاليا كيلز

ناتاليا كيلز (بالإنجليزية: Natalia Kills)‏ واسمها الحقيقي ناتاليا نويمي كابوتشيني (بالإنجليزية: Natalia Noemi Cappuccini)‏ واسمها عند الولادة ناتاليا نويمي كيري فيشر (بالإنجليزية: Natalia Noemi Keery-Fisher)‏ وإسمها الفني ناتاليا كيلز وهي مغنية وكاتبة أغاني وممثلة ومخرجة إنكليزية بريطانية ولدت في يوم 15 أغسطس 1986 في مدينة برادفورد في ويست يوركشاير في إنجلترا في المملكة المتحدة والدها من أصل أفرو جمايكي وأمها من أصل أوروغواياني ودخلت مدرسة التمثيل في برادفورد وتعلمت التمثيل مابين 3 دول إسبانيا وجمايكا وإنجلترا.

## روابط خارجية
- ناتاليا كيلز على موقع IMDb (الإنجليزية)
- ناتاليا كيلز على موقع ميوزك برينز (الإنجليزية)
- ناتاليا كيلز على موقع ميوزك برينز (الإنجليزية)
- ناتاليا كيلز على موقع ميوزك برينز (الإنجليزية)
- ناتاليا كيلز على موقع إن إن دي بي (الإنجليزية)
- ناتاليا كيلز على موقع أول ميوزيك (الإنجليزية)
- ناتاليا كيلز على موقع ديسكوغز (الإنجليزية)
- ناتاليا كيلز على موقع ديسكوغز (الإنجليزية)
- ناتاليا كيلز على موقع ديسكوغز (الإنجليزية)
- ناتاليا كيلز على موقع قاعدة بيانات الفيلم (الإنجليزية)